# Menariolo
Il Menariolo (Vinjanski potok in sloveno) è un torrente italo-sloveno, affluente di sinistra del fiume Ospo, nell'Istria settentrionale.
Nasce tra le località di Antignano (Tinjan) e Ospo (Osp) del comune sloveno di Capodistria.
Nei pressi del bosco di Vignano (Vinjanski gozd) entra in Italia e immediatamente a valle dei laghetti delle Noghere si immette nell'Ospo.
Il nome Menariolo, o Manariòl, dovrebbe derivare da "menaruele" (Orobus vernus L.), una papilionacea che si coltiva mista alla segale.